# Dolgeville
Dolgeville és una població dels Estats Units a l'estat de Nova York. Segons el cens del 2000 tenia 2.166 habitants.

## Demografia
Segons el cens del 2000, Dolgeville tenia 2.166 habitants, 915 habitatges, i 592 famílies. La densitat de població era de 457 habitants/km².
Dels 915 habitatges en un 29,8% hi vivien nens de menys de 18 anys, en un 46,7% hi vivien parelles casades, en un 12,8% dones solteres, i en un 35,2% no eren unitats familiars. En el 31,5% dels habitatges hi vivien persones soles el 17,6% de les quals corresponia a persones de 65 anys o més que vivien soles. El nombre mitjà de persones vivint en cada habitatge era de 2,35 i el nombre mitjà de persones que vivien en cada família era de 2,91.
Per edats la població es repartia de la següent manera: un 24,3% tenia menys de 18 anys, un 7,8% entre 18 i 24, un 23,9% entre 25 i 44, un 25,8% de 45 a 60 i un 18,3% 65 anys o més.
L'edat mediana era de 41 anys. Per cada 100 dones de 18 o més anys hi havia 85,1 homes.
La renda mediana per habitatge era de 30.863 $ i la renda mediana per família de 38.646 $. Els homes tenien una renda mediana de 29.667 $ mentre que les dones 17.500 $. La renda per capita de la població era de 14.787 $. Entorn del 7,4% de les famílies i el 10,9% de la població estaven per davall del llindar de pobresa.